# Hypocysta pseudirius
Espèce
Hypocysta pseudirius  est une espèce de papillons de la famille des Nymphalidae, de la sous-famille des Satyrinae et du genre Hypocysta.

## Dénomination
Le nom Hypocysta pseudirius lui a été donné par Butler en 1875.
Synonymes : Hypocysta epirius Butler, 1875.

### Noms vernaculaires
Hypocysta pseudirius se nomme Dingy Ringlet ou Grey Ringlet en anglais.

## Description
Il est de couleur jaune, chamoisé sur les antérieures et la partie basale des postérieures avec une bordure marron et aux postérieures un gros ocelle pupillé cerclé de jaune limité d'une fine ligne marron.
Le revers est jaune chamoisé avec des ocelles bien marqués dans la bande submarginale plus claire des postérieures.

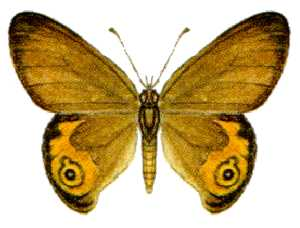
Hypocysta pseudirius.

## Chenille
Elle est verte ou brune

## Biologie

### Plantes hôtes
Les plantes hôtes seraient des Poacées.

## Écologie et distribution
Il est endémique dans l'Est de l'Australie. On le trouve surtout en Tasmanie.